# Euhybus makauriensis
Euhybus makauriensis är en tvåvingeart som beskrevs av Smith 1963. Euhybus makauriensis ingår i släktet Euhybus och familjen puckeldansflugor. Inga underarter finns listade i Catalogue of Life.